# Трембовля (Канада)
Трембовля (Трембоула, Trembowla) — основанное украинскими переселенцами село в Канаде (Манитоба) к северо-западу от города Дофин. По некоторым версиям, это первое украинское село в Манитобе, в Канаде и даже во всей Северной Америке. Основано в 1896 году выходцами из австро-венгерской Галиции (Теребовля). Первым главой поселения был Василь Ксензик (Wasyl Ksionzyk). Село состояло из 15 семей (78 человек). В селе имеется приход святого Михаила украинской греко-католической церкви, основанный Нестором Дмитровым (первая месса состоялась в 1897 году). Свои впечатления о поездке миссионер изложил в очерке "Канадская Русь" (Канадійська русь). Деревянное здание церкви появилось в 1902 и считается старейшим украинским греко-католическим храмом Канады. Рядом расположены населенные пункты Галич (Halicz) и Украина (Ukraina). Впоследствии село стало своеобразным памятным местом для канадских украинцев: здесь в 1967 году был образован музей "Крест Свободы".